# Adonisea acutilinea
Adonisea acutilinea là một loài bướm đêm trong họ Noctuidae.